# Мюррей, Пол
Пол Мюррей (англ. Paul Murray; род. 1975, Дублин) — ирландский писатель, автор романов «Вечер долгих прощаний», «Скиппи умирает», «Знак и пустота», «Пчелиный укус».

## Биография
Мюррей родился в Дублине в 1975 году, в семье профессора англо-ирландской драматургии Университетского колледжа Дублина и учительницы. Мюррей учился в колледже Блэкрок на юге Дублина, и именно этот опыт послужил впоследствии основой для описания школы в романе «Скиппи умирает». Изучал английскую литературу в Тринити-колледже в Дублине, затем получил степень магистра в области творческого письма в Университете Восточной Англии. Позднее работал в Барселоне учителем английского языка, что ему не понравилось, он описал этот опыт как «короткую и несчастливую работу учителем английского языка у каталонского бизнесмена, который указал на многие недостатки в моей грамматике, о которых я до этого не знал». Он называет книгу «Радуга тяготения» как оказавшую на него сильное влияние.
Мюррей написал четыре романа: его первый роман, «Вечер долгих прощаний» (An Evening of Long Goodbyes), был включен в шорт-лист премии Whitbread First Novel Prize в 2003 г. и номинирован на премию Kerry Group Irish Fiction Award. Его второй роман «Скиппи умирает» был включён в лонг-лист Букеровской премии 2010 года и номинирован на Премию Коста в 2010 г., премию Bollinger Everyman Wodehouse Prize for Comic Fiction и Премию Национального круга книжных критиков. Роман также вошел в десятку лучших художественных произведений 2010 г. по версии журнала Time. Его третий роман, «Знак и пустота», вошёл в десятку лучших книг 2015 года по версии журнала Time и стал одним из лауреатов премии Bollinger Everyman Wodehouse Prize в 2016 году.
Его следующий роман «Укус пчелы» был опубликован в 2023 году. Описанный в газете The Guardian как «трагикомический триумф» и источник «чистого удовольствия от перелистывания страниц», роман был включён в шорт-лист Букеровской премии 2023 года.
Мюррей написал сценарий к ирландскому фильму 2018 года «Металлическое сердце», режиссёром которого выступил Хью О’Конор.

## Произведения
- «Вечер долгих прощаний»
- «Скиппи умирает»
- «Знак и пустота»
- «Пчелиный укус»